# Giovanni Lajolo
Giovanni Lajolo (Sinh 1935) là một Hồng y người Italia của Giáo hội Công giáo Rôma. Ông hiện đảm nhận vai trò Hồng y Đẳng Linh mục Nhà thờ S. Maria Liberatrice a Monte Testaccio.
Trong suốt thời gian dài hoạt động trong Giáo triều Rôma, Hồng y Lajolo từng trải qua nhiều vị trí khác nhau, cụ thể: Tổng Thư kí Văn phòng Quản trị Tài sản Tông Tòa (1988-1995), Sứ thần Tòa Thánh tại Đức (1995-2003), Tổng Thư kí Ngoại giao Phủ Quốc vụ khanh Tòa Thánh (2003-2006), Tổng Thư kí Ủy ban Liên ngành về Giáo hội Âu Châu (2004-2006), Chủ tịch Ủy ban Giáo hoàng về Thành quốc Vatican (2006-2011), Thủ hiến Thành quốc Vatican (2006-2011).

## Tiểu sử
Hồng y Giovanni Lajolo sinh ngày 3 tháng 1 năm 1935 tại Novara, thuộc Giáo phận Novara, Italia. Sau quá trình tu học dài hạn tại các cơ sở chủng viện theo quy định của Giáo luật Công giáo, ngày 29 tháng 4 năm 1960, Phó tế Lajolo, 25 tuổi, tiến đến việc được truyền chức linh mục. Cử hành nghi thức truyền chức cho tân linh mục là Giám mục Ugo Poletti, Giám mục Phụ tá Giáo phận Novara. Tân linh mục cũng chính là thành viên linh mục đoàn giáo phận quê hương.
Sau 28 năm thi hành các tác vụ với thẩm quyền và cương vụ của một linh mục, ngày 3 tháng 10 năm 1988, Tòa Thánh loan tin Giáo hoàng đã quyết định tuyển chọn linh mục Giovanni Lajolo, 53 tuổi, gia nhập Giám mục đoàn Công giáo Hoàn vũ, với vị trí được trao phó là Tổng giám mục Hiệu tòa Caesariana, Tổng Thư kí Văn phòng Quản trị Tài sản Tông Tòa. Lễ tấn phong cho vị giám mục tân chức được tổ chức sau đó vào ngày 6 tháng 1 năm 1989, với phần nghi thức chính yếu được cử hành cách trọng thể bởi 3 giáo sĩ cấp cao, gồm chủ phong là đương kim giáo hoàng, Giáo hoàng Gioan Phaolô II, hai giáo sĩ còn lại, với vai trò phụ phong, gồm có Tổng giám mục Edward Idris Cassidy, "Sostituto" của Phủ Quốc vụ khanh Tòa Thánh và Tổng giám mục José Tomás Sánchez, Tổng Thư kí Thánh bộ Rao giảng Phúc Âm cho các Dân tộc (còn gọi là Bộ Truyền giáo). Tân giám mục chọn cho mình châm ngôn:DEUS DOMINUS ET ILLUXIT NOBIS.
Sau bảy năm tại Văn phòng Quản trị Tài sản Tông Tòa, Tòa Thánh ra quyết định điều chuyển Tổng giám mục Giovanni Lajolo làm Sứ thần Tòa Thánh tại Đức. Tin bổ nhiệm này được cho công bố chính thức vào ngày 7 tháng 12 năm 1995. Kết thúc nhiệm kỳ sứ thần tại Đức sau 8 năm, Tòa Thánh cho gọi Tổng giám mục Lajolo về làm Ngoại trưởng Văn phòng Quốc vụ khanh Tòa Thánh, kể từ ngày 7 tháng 10 năm 2003. Từ ngày 8 tháng 6 năm 2004, ông còn kiêm nhiệm thêm vị trí Tổng Thư kí Ủy ban Liên ngành về Giáo hội Âu Châu.
Ba năm sau khi được chọn làm Ngoại trưởng, Tòa Thánh quyết định điều Tổng giám mục Giovanni Lajolo làm Thủ hiến Thành quốc Vatican, kiêm nhiệm chức vụ Chủ tịch Ủy ban Giáo hoàng về Thành quốc Vatican. Quyết định bổ nhiệm được cho công bố vào ngày 15 tháng 9 năm 2006.
Qua Công nghị Hồng y 2007 được tổ chức vào ngày 24 tháng 11 năm 2007, Giáo hoàng Biển Đức XVI đã vinh thăng Tổng giám mục Giovanni Lajolo tước vị danh dự Hồng y. Tân Hồng y thuộc Đẳng hồng y Phó tế, với nhà thờ hiệu tòa được chỉ định là nhà thờ Santa Maria Liberatrice a Monte Testaccio. Ông đã đến cử hành các nghi thức nhận nhà thờ hiệu tòa của mình vào ngày 28 tháng 1 năm 2008.
Ngày 1 tháng 10 năm 2011, Tòa Thánh chấp thuận đơn xin hồi hưu của ông với lý do tuổi tác theo Giáo luật. Ngày 19 tháng 5 năm 2018, ông được thăng Đẳng Hồng y Linh mục Nhà thờ S. Maria Liberatrice a Monte Testaccio.